# Lennart Smith
Lennart Smith, född 23 juli 1886 i Trelleborg, död 25 oktober 1956 i Lund, var en svensk kemist. Han var son till John Smith och far till Gudmund Smith.
Smith blev filosofie magister 1909, filosofie licentiat 1913, filosofie doktor på avhandlingen Klorhydrinernas alkaliska sönderdelning och docent 1914 vid Lunds universitet, där han 1922 utnämndes till professor i kemi. Som biträde i arsenikkommissionen verkställde han bland annat utredningar beträffande metoder för bestämning av arsenik i handelsvaror. Hans viktigaste kemiska arbeten rör det kinetiska förloppet vid estrars, särskilt glycerinestrars, bildning och förtvålning. Därvid uppvisade han den kemiska kinetikens betydelse för bestämning av organiska ämnens konstitution samt för analys av blandningar av ämnen med olika reaktionshastighet: "kinetisk analys". Hans arbeten är publicerade huvudsakligen i "Zeitschrift für physikalische Chemie". Han invaldes 1922 som ledamot av Fysiografiska sällskapet i Lund och 1954 av Vetenskapsakademien.